# Championnat du monde de motocross 2018
 (novembre 2017).
Si vous disposez d'ouvrages ou d'articles de référence ou si vous connaissez des sites web de qualité traitant du thème abordé ici, merci de compléter l'article en donnant les références utiles à sa vérifiabilité et en les liant à la section « Notes et références ».
Navigation
Édition précédente Édition suivante
Le championnat du monde de motocross 2018 compte, pour la première fois, 20 Grands Prix dans les catégories MXGP et MX2, organisés par la Fédération Internationale de Motocyclisme (FIM).

## Grands Prix MXGP-MX2
| Manche | Date              | Grand Prix                              | Lieu                | Classe | 1ère manche       | 2ème manche       | Vainqueur du Grand Prix |
| ------ | ----------------- | --------------------------------------- | ------------------- | ------ | ----------------- | ----------------- | ----------------------- |
| 1      | 4 mars 2018       | Grand prix d'Argentine                  | Neuquén             | MXGP   | Antonio Cairoli   | Jeffrey Herlings  | Jeffrey Herlings        |
| 1      | 4 mars 2018       | Grand prix d'Argentine                  | Neuquén             | MX2    | Pauls Jonass      | Pauls Jonass      | Pauls Jonass            |
| 2      | 18 mars 2018      | Grand prix d'Europe                     | Valkenswaard        | MXGP   | Jeffrey Herlings  | Jeffrey Herlings  | Jeffrey Herlings        |
| 2      | 18 mars 2018      | Grand prix d'Europe                     | Valkenswaard        | MX2    | Pauls Jonass      | Pauls Jonass      | Pauls Jonass            |
| 3      | 25 mars 2018      | Grand prix de la Communauté valencienne | Vilafamés           | MXGP   | Antonio Cairoli   | Antonio Cairoli   | Antonio Cairoli         |
| 3      | 25 mars 2018      | Grand prix de la Communauté valencienne | Vilafamés           | MX2    | Pauls Jonass      | Pauls Jonass      | Pauls Jonass            |
| 4      | 8 avril 2018      | Grand prix du Trentin                   | Pietramurata        | MXGP   | Jeffrey Herlings  | Jeffrey Herlings  | Jeffrey Herlings        |
| 4      | 8 avril 2018      | Grand prix du Trentin                   | Pietramurata        | MX2    | Jorge Prado       | Thomas Covington  | Jorge Prado             |
| 5      | 15 avril 2018     | Grand prix du Portugal                  | Águeda              | MXGP   | Jeffrey Herlings  | Jeffrey Herlings  | Jeffrey Herlings        |
| 5      | 15 avril 2018     | Grand prix du Portugal                  | Águeda              | MX2    | Jorge Prado       | Jorge Prado       | Jorge Prado             |
| 6      | 1er mai 2018      | Grand prix de Russie                    | Orlyonok            | MXGP   | Clément Desalle   | Jeffrey Herlings  | Clément Desalle         |
| 6      | 1er mai 2018      | Grand prix de Russie                    | Orlyonok            | MX2    | Pauls Jonass      | Pauls Jonass      | Pauls Jonass            |
| 7      | 13 mai 2018       | Grand prix de Lettonie                  | Kegums              | MXGP   | Jeffrey Herlings  | Jeffrey Herlings  | Jeffrey Herlings        |
| 7      | 13 mai 2018       | Grand prix de Lettonie                  | Kegums              | MX2    | Thomas Kjer Olsen | Jorge Prado       | Thomas Kjer Olsen       |
| 8      | 20 mai 2018       | Grand prix d'Allemagne                  | Teutschenthal       | MXGP   | Jeffrey Herlings  | Jeffrey Herlings  | Jeffrey Herlings        |
| 8      | 20 mai 2018       | Grand prix d'Allemagne                  | Teutschenthal       | MX2    | Pauls Jonass      | Jorge Prado       | Jorge Prado             |
| 9      | 3 juin 2018       | Grand prix de Grande-Bretagne           | Matterley Basin     | MXGP   | Jeffrey Herlings  | Jeffrey Herlings  | Jeffrey Herlings        |
| 9      | 3 juin 2018       | Grand prix de Grande-Bretagne           | Matterley Basin     | MX2    | Pauls Jonass      | Pauls Jonass      | Pauls Jonass            |
| 10     | 10 juin 2018      | Grand prix de France                    | Saint-Jean-d'Angély | MXGP   | Jeffrey Herlings  | Jeffrey Herlings  | Jeffrey Herlings        |
| 10     | 10 juin 2018      | Grand prix de France                    | Saint-Jean-d'Angély | MX2    | Thomas Covington  | Jorge Prado       | Jorge Prado             |
| 11     | 17 juin 2018      | Grand prix d'Italie                     | Ottobiano           | MXGP   | Antonio Cairoli   | Antonio Cairoli   | Antonio Cairoli         |
| 11     | 17 juin 2018      | Grand prix d'Italie                     | Ottobiano           | MX2    | Thomas Covington  | Jorge Prado       | Jorge Prado             |
| 12     | 1er juillet 2018  | Grand prix d'Indonésie                  | Pangkal Pinang      | MXGP   | Antonio Cairoli   | Jeffrey Herlings  | Jeffrey Herlings        |
| 12     | 1er juillet 2018  | Grand prix d'Indonésie                  | Pangkal Pinang      | MX2    | Thomas Covington  | Calvin Vlaanderen | Calvin Vlaanderen       |
| 13     | 8 juillet 2018    | Grand prix d'Asie                       | Semarang            | MXGP   | Jeffrey Herlings  | Jeffrey Herlings  | Jeffrey Herlings        |
| 13     | 8 juillet 2018    | Grand prix d'Asie                       | Semarang            | MX2    | Pauls Jonass      | Jorge Prado       | Jorge Prado             |
| 14     | 22 juillet 2018   | Grand prix de République Tchèque        | Loket               | MXGP   | Jeffrey Herlings  | Jeffrey Herlings  | Jeffrey Herlings        |
| 14     | 22 juillet 2018   | Grand prix de République Tchèque        | Loket               | MX2    | Calvin Vlaanderen | Jorge Prado       | Jorge Prado             |
| 15     | 5 août 2018       | Grand prix de Belgique                  | Lommel              | MXGP   | Jeffrey Herlings  | Jeffrey Herlings  | Jeffrey Herlings        |
| 15     | 5 août 2018       | Grand prix de Belgique                  | Lommel              | MX2    | Jorge Prado       | Jorge Prado       | Jorge Prado             |
| 16     | 19 août 2018      | Grand prix de Suisse                    | Frauenfeld          | MXGP   | Jeffrey Herlings  | Jeffrey Herlings  | Jeffrey Herlings        |
| 16     | 19 août 2018      | Grand prix de Suisse                    | Frauenfeld          | MX2    | Pauls Jonass      | Jorge Prado       | Jorge Prado             |
| 17     | 26 août 2018      | Grand prix de Bulgarie                  | Sevlievo            | MXGP   | Jeffrey Herlings  | Jeffrey Herlings  | Jeffrey Herlings        |
| 17     | 26 août 2018      | Grand prix de Bulgarie                  | Sevlievo            | MX2    | Pauls Jonass      | Jorge Prado       | Jorge Prado             |
| 18     | 2 septembre 2018  | Grand prix de Turquie                   | Afyon               | MXGP   | Jeffrey Herlings  | Jeffrey Herlings  | Jeffrey Herlings        |
| 18     | 2 septembre 2018  | Grand prix de Turquie                   | Afyon               | MX2    | Thomas Covington  | Pauls Jonass      | Thomas Covington        |
| 19     | 16 septembre 2018 | Grand prix des Pays-Bas                 | Assen               | MXGP   | Jeffrey Herlings  | Jeffrey Herlings  | Jeffrey Herlings        |
| 19     | 16 septembre 2018 | Grand prix des Pays-Bas                 | Assen               | MX2    | Jorge Prado       | Jorge Prado       | Jorge Prado             |
| 20     | 30 septembre 2018 | Grand prix d'Imola                      | Imola               | MXGP   | Jeffrey Herlings  | Jeffrey Herlings  | Jeffrey Herlings        |
| 20     | 30 septembre 2018 | Grand prix d'Imola                      | Imola               | MX2    | Jorge Prado       | Jorge Prado       | Jorge Prado             |

## Saison MX2
La saison est dominée par les 2 pilotes officiels KTM : le Champion du Monde sortant, le letton Pauls Jonass et le jeune espagnol Jorge Prado. Le tenant du titre domine la première partie du Championnat mais Jorge Prado prend le leadership au 14ème GP à Loket en République Tchèque pour ne plus le lâcher et devenir, à 17 ans et 8 mois, le troisième plus jeune Champion du Monde de l'histoire du motocross. Finalement, le duo KTM a remporté 32 manches sur 40 disputées...
Le danois Thomas Kjer Olsen (Husqvarna) termine 3ème comme en 2017 mais à plus de 100 points de la seconde place. Le Top 5 est complété par l'anglais Ben Watson (Yamaha) et l'américain Thomas Covington (Husqvarna).

### Classement du Championnat
| Clas. | Pilote             | Pays            | Constructeur | Nombre de points | Nombre de victoires de GP | Nombre de podiums de GP | Nombre de victoires de manches |
| ----- | ------------------ | --------------- | ------------ | ---------------- | ------------------------- | ----------------------- | ------------------------------ |
| 1     | Jorge Prado        | Espagne         | KTM          | 873              | 12                        | 17                      | 17                             |
| 2     | Pauls Jonass       | Lettonie        | KTM          | 777              | 5                         | 12                      | 15                             |
| 3     | Thomas Kjer Olsen  | Danemark        | Husqvarna    | 673              | 1                         | 10                      | 1                              |
| 4     | Ben Watson         | Grande-Bretagne | Yamaha       | 602              |                           | 1                       |                                |
| 5     | Thomas Covington   | États-Unis      | Husqvarna    | 599              | 1                         | 9                       | 5                              |
| 6     | Calvin Vlaanderen  | Afrique du Sud  | Honda        | 543              | 1                         | 5                       | 2                              |
| 7     | Michele Cervellin  | Italie          | Yamaha       | 397              |                           |                         |                                |
| 8     | Jago Geerts        | Belgique        | Yamaha       | 391              |                           | 1                       |                                |
| 9     | Hunter Lawrence    | Australie       | Honda        | 353              |                           | 3                       |                                |
| 10    | Henry Jacobi       | Allemagne       | Husqvarna    | 343              |                           | 1                       |                                |
| 11    | Brent Van Doninck  | Belgique        | Yamaha       | 224              |                           |                         |                                |
| 12    | Conrad Mewse       | Grande-Bretagne | KTM          | 220              |                           |                         |                                |
| 13    | Adam Sterry        | Grande-Bretagne | Kawasaki     | 220              |                           |                         |                                |
| 14    | Davy Pootjes       | Pays-Bas        | KTM          | 218              |                           |                         |                                |
| 15    | Anthony Rodriguez  | Venezuela       | Yamaha       | 217              |                           |                         |                                |
| 16    | Jed Beaton         | Australie       | Kawasaki     | 216              |                           | 1                       |                                |
| 17    | Bas Vaessen        | Pays-Bas        | Honda        | 199              |                           |                         |                                |
| 18    | Iker Larranaga     | Espagne         | Husqvarna    | 185              |                           |                         |                                |
| 19    | Samuele Bernardini | Italie          | TM           | 169              |                           |                         |                                |
| 20    | Simone Furlotti    | Italie          | Yamaha       | 147              |                           |                         |                                |
| 21    | Marshal Weltin     | États-Unis      | Honda        | 136              |                           |                         |                                |
| 22    | Vsevolod Brylyakov | Russie          | Yamaha       | 127              |                           |                         |                                |
| 23    | Stephen Rubini     | France          | KTM          | 107              |                           |                         |                                |
| 24    | Ruben Fernandez    | Espagne         | Kawasaki     | 77               |                           |                         |                                |
| 25    | Darian Sanayei     | États-Unis      | Kawasaki     | 68               |                           |                         |                                |
| 26    | Richard Sikyna     | Slovaquie       | KTM          | 67               |                           |                         |                                |
| 27    | Micha-Boy De Waal  | Pays-Bas        | Honda        | 67               |                           |                         |                                |
| 28    | Hardi Roosiorg     | Estonie         | KTM          | 59               |                           |                         |                                |
| 29    | Alvin Östlund      | Suède           | Yamaha       | 55               |                           |                         |                                |
| 30    | Tom Koch           | Allemagne       | KTM          | 47               |                           |                         |                                |

## Saison MXGP
Après 3 premiers titres en MX2, le néerlandais Jeffrey Herlings (KTM) remporte son premier titre en 450 cm3 en écrasant littéralement la concurrence : 17 GP remportés sur 19 disputés (33 victoires de manche).
Le seul qui a réussi à accrocher un petit peu le Néerlandais est le nonuple Champion du Monde italien Antonio Cairoli, lui aussi pilote officiel KTM. Il termine malgré tout à 151 points du nouveau Champion du Monde.
La lutte pour la 3ème place entre Clément Desalle (Kawasaki) et Tim Gajser (Honda) tourne à l'avantage du belge, le seul à voler un GP et une manche aux pilotes KTM en Russie.
Côté français, Gautier Paulin (Husqvarna) termine 5ème juste devant Romain Febvre (Yamaha).

### Classement du Championnat
| Clas. | Pilote              | Pays            | Constructeur | Nombre de points | Nombre de victoires de GP | Nombre de podiums de GP | Nombre de victoires de manches |
| ----- | ------------------- | --------------- | ------------ | ---------------- | ------------------------- | ----------------------- | ------------------------------ |
| 1     | Jeffrey Herlings    | Pays-Bas        | KTM          | 933              | 17                        | 19                      | 33                             |
| 2     | Antonio Cairoli     | Italie          | KTM          | 782              | 2                         | 14                      | 6                              |
| 3     | Clément Desalle     | Belgique        | Kawasaki     | 685              | 1                         | 9                       | 1                              |
| 4     | Tim Gajser          | Slovénie        | Honda        | 669              |                           | 8                       |                                |
| 5     | Gautier Paulin      | France          | Husqvarna    | 574              |                           | 4                       |                                |
| 6     | Romain Febvre       | France          | Yamaha       | 544              |                           | 3                       |                                |
| 7     | Glenn Coldenhoff    | Pays-Bas        | KTM          | 534              |                           |                         |                                |
| 8     | Jeremy Seewer       | Suisse          | Yamaha       | 469              |                           |                         |                                |
| 9     | Jeremy Van Horebeek | Belgique        | Yamaha       | 433              |                           |                         |                                |
| 10    | Max Anstie          | Grande-Bretagne | Husqvarna    | 386              |                           | 3                       |                                |
| 11    | Julien Lieber       | Belgique        | Kawasaki     | 291              |                           |                         |                                |
| 12    | Evgueny Bobryshev   | Russie          | Suzuki       | 289              |                           |                         |                                |
| 13    | Alessandro Lupino   | Italie          | Kawasaki     | 283              |                           |                         |                                |
| 14    | Kevin Strijbos      | Belgique        | KTM          | 267              |                           |                         |                                |
| 15    | Shaun Simpson       | Grande-Bretagne | Yamaha       | 263              |                           |                         |                                |
| 16    | Maximilian Nagl     | Allemagne       | TM           | 245              |                           |                         |                                |
| 17    | Tommy Searle        | Grande-Bretagne | Kawasaki     | 197              |                           |                         |                                |
| 18    | Tanel Leok          | Estonie         | Husqvarna    | 139              |                           |                         |                                |
| 19    | Arminas Jasikonis   | Lituanie        | Honda        | 111              |                           |                         |                                |
| 20    | José Butron         | Espagne         | KTM          | 109              |                           |                         |                                |
| 21    | Valentin Guillod    | Suisse          | KTM          | 97               |                           |                         |                                |
| 22    | Maxime Desprey      | France          | Kawasaki     | 91               |                           |                         |                                |
| 23    | Ivo Monticelli      | Italie          | Yamaha       | 72               |                           |                         |                                |
| 24    | Todd Waters         | Australie       | Honda        | 69               |                           |                         |                                |
| 25    | Petar Petrov        | Bulgarie        | Honda        | 54               |                           |                         |                                |
| 26    | Graeme Irwin        | Grande-Bretagne | KTM          | 47               |                           |                         |                                |
| 27    | Benoît Paturel      | France          | KTM          | 40               |                           |                         |                                |
| 28    | Jordi Tixier        | France          | KTM          | 28               |                           |                         |                                |
| 29    | Harri Kullas        | Estonie         | Husqvarna    | 18               |                           |                         |                                |
| 30    | Jeffrey Dewulf      | Belgique        | KTM          | 16               |                           |                         |                                |

## Saison WMX
La néo-zélandaise Courtney Duncan (Yamaha) domine le début du Championnat. Mais alors qu'elle est solide leader après 4 GP (sur 6), elle se blesse et manque la fin de la saison.
L'italienne Chiara Fontanesi (Yamaha), une nouvelle fois la plus régulière, obtient un 6ème titre de Championne du Monde.
Elle devance la néerlandaise Nancy Van De Ven (Yamaha) et l'expérimentée allemande Larissa Papenmeier (Suzuki).

### Grands Prix
| Manche | Date              | Grand Prix              | Lieu          | 1ère manche        | 2ème manche      | Vainqueur du Grand Prix |
| ------ | ----------------- | ----------------------- | ------------- | ------------------ | ---------------- | ----------------------- |
| 1      | 8 avril 2018      | Grand prix du Trentin   | Pietramurata  | Larissa Papenmeier | Courtney Duncan  | Courtney Duncan         |
| 2      | 15 avril 2018     | Grand prix du Portugal  | Águeda        | Courtney Duncan    | Courtney Duncan  | Courtney Duncan         |
| 3      | 20 mai 2018       | Grand prix d'Allemagne  | Teutschenthal | Courtney Duncan    | Courtney Duncan  | Courtney Duncan         |
| 4      | 17 juin 2018      | Grand prix d'Italie     | Ottobiano     | Chiara Fontanesi   | Nancy Van De Ven | Nancy Van De Ven        |
| 5      | 16 septembre 2018 | Grand prix des Pays-Bas | Assen         | Chiara Fontanesi   | Chiara Fontanesi | Chiara Fontanesi        |
| 6      | 30 septembre 2018 | Grand prix d'Imola      | Imola         | Nancy Van De Ven   | Chiara Fontanesi | Chiara Fontanesi        |

### Classement du Championnat
| Clas. | Pilote                 | Pays             | Constructeur | Nombre de points | Nombre de victoires de GP | Nombre de podiums de GP | Nombre de victoires de manches |
| ----- | ---------------------- | ---------------- | ------------ | ---------------- | ------------------------- | ----------------------- | ------------------------------ |
| 1     | Chiara Fontanesi       | Italie           | Yamaha       | 260              | 2                         | 5                       | 4                              |
| 2     | Nancy Van De Ven       | Pays-Bas         | Yamaha       | 252              | 1                         | 4                       | 2                              |
| 3     | Larissa Papenmeier     | Allemagne        | Suzuki       | 231              | 1                         | 4                       | 1                              |
| 4     | Courtney Duncan        | Nouvelle-Zélande | Yamaha       | 184              | 2                         | 4                       | 5                              |
| 5     | Stephanie Laier        | Allemagne        | KTM          | 183              |                           | 1                       |                                |
| 6     | Amandine Verstappen    | Belgique         | KTM          | 180              |                           |                         |                                |
| 7     | Shana Van Der Vlist    | Pays-Bas         | KTM          | 150              |                           |                         |                                |
| 8     | Natalie Kane           | Irlande          | Honda        | 132              |                           |                         |                                |
| 9     | Sara Andersen          | Danemark         | KTM          | 119              |                           |                         |                                |
| 10    | Line Dam               | Danemark         | Honda        | 102              |                           |                         |                                |
| 11    | Lynn Valk              | Pays-Bas         | Yamaha       | 95               |                           |                         |                                |
| 12    | Avrie Berry            | États-Unis       | KTM          | 78               |                           |                         |                                |
| 13    | Justine Charroux       | France           | Yamaha       | 78               |                           |                         |                                |
| 14    | Virginie Germond       | Suisse           | KTM          | 74               |                           |                         |                                |
| 15    | Anne Borchers          | Allemagne        | Suzuki       | 69               |                           |                         |                                |
| 16    | Mathilde Denis         | France           | Yamaha       | 65               |                           |                         |                                |
| 17    | Francesca Nocera       | Italie           | Suzuki       | 59               |                           |                         |                                |
| 18    | Mathilde Martinez      | France           | KTM          | 57               |                           |                         |                                |
| 19    | Kimberley Braam        | Pays-Bas         | Kawasaki     | 41               |                           |                         |                                |
| 20    | Eline Burgmans         | Pays-Bas         | KTM          | 37               |                           |                         |                                |
| 21    | Mathea Seleboe         | Norvège          | Yamaha       | 28               |                           |                         |                                |
| 22    | Janina Lehmann         | Danemark         | Suzuki       | 26               |                           |                         |                                |
| 23    | Emelie Dahl            | Suède            | Yamaha       | 23               |                           |                         |                                |
| 24    | Emma Milesevic         | Australie        | Yamaha       | 16               |                           |                         |                                |
| 25    | Floriana Parini        | Italie           | Honda        | 14               |                           |                         |                                |
| 26    | Kim Irmgartz           | Danemark         | Suzuki       | 12               |                           |                         |                                |
| 27    | Gabriela Seisdedos     | Estonie          | Kawasaki     | 12               |                           |                         |                                |
| 28    | Stacey Fisher          | Grande-Bretagne  | KTM          | 11               |                           |                         |                                |
| 29    | Demi Verploegh         | Pays-Bas         | KTM          | 10               |                           |                         |                                |
| 30    | Stephanie Stoutjesdijk | Pays-Bas         | Husqvarna    | 10               |                           |                         |                                |